# Поместье Ктулху
Поместье Ктулху (исп. La mansión de los Cthulhu, англ. Cthulhu Mansion) — фильм ужасов 1990 года режиссёра Хуана Пике Симона. Кроме упоминания Ктулху, вынесенного в наименование фильма, а также наличия в фильме «Книги Ктулху», фильм более никакой связи с созданной Говардом Лавкрафтом мифологией не имеет.

## Сюжет
В прошлом иллюзионист Шанду, ныне работающий в парке развлечений, приобрёл «Книгу Ктулху», секреты которой позволили ему не только искусно овладеть приёмами показа фокусов, но и приобрести навыки чёрной магии. Однако подобное знание однажды приносит ему несчастье — в ходе исполнения одного из описанных в книге ритуалов, в пламени сгорает его жена. Теперь, много лет спустя, иллюзионист работает в паре со своей дочерью Лизой. Но жизнь готовит для Канду новые неприятности: с наркоторговцем, промышляющим в парке развлечений, расправляется группа подростков. Полиция перекрывает все выходы, но бандиты берут в заложники Канду и его дочь, после чего вместе уезжают на машине.
Компания приезжает в дом Канду, именуемый «Поместьем Ктулху». Здесь по ошибке бандиты высвобождают заточенного в подвале некоего демона, который начинает убивать всех находящихся в доме.

## В ролях
- Фрэнк Финлей — Канду, иллюзионист
- Марсия Лэйтон — Лиза, дочь Канду
- Брэд Фишер — Хок
- Мелани Шетнер — Эва
- Луис Фернандо Альвес — Крис
- Франк Брана — Феликс

## Факты
- Фильм снимался в Испании.